# Haemaphysalis pentalagi
Haemaphysalis pentalagi este o specie de căpușe din genul Haemaphysalis, familia Ixodidae, descrisă de Pospelova-shtrom în anul 1935. Conform Catalogue of Life specia Haemaphysalis pentalagi nu are subspecii cunoscute.